# Louis-Napoléon Asselin
Louis-Napoléon Asselin (né le 22 juillet 1850 à Saint-François-de-l'Île-d'Orléans, mort le 29 juin 1912 à Biddeford) est un homme politique canadien. Il a été élu député conservateur de Rimouski lors de l'élection générale de 1881. Il siège durant un mandat et est battu lors de l'élection générale de 1886.

## Biographie
Fils de Louis Asselin, pilote, et de Marie Laperrière, il épouse Théotiste-Malvina-Louise Derome en mai 1876. 
Il étudie au Séminaire de Québec puis fait son droit à l'Université Laval à Québec. Il est admis au Barreau de la province de Québec en juillet 1874 et entre créé le cabinet d'avocats Asselin et Chamberland à Rimouski. En 1880 et 1881 il est procureur de la couronne en matière criminelle pour le district de Rimouski.
Candidat conservateur dans Rimouski lors d'une élection partielle en 1880, il est battu par le libéral Joseph Parent mais devance l'autre candidat conservateur. L'année suivante, il est le seul candidat de son parti et remporte l'élection par 72 voix. Il devient maire de Rimouski en 1885 et se représente à la députation lors des élections de 1886. Cette fois, c'est à son tour d'être battu avec une courte différence, le libéral Édouard-Onésiphore Martin l'emportant avec 61 voix d'avance.
Il quitte son siège de maire de 1887 et tente à de nombreuses reprises de retourner à l'Assemblée législative. Ainsi, il est candidat conservateur dans Rimouski lors de l'élection partielle de décembre 1989, dans Matane lors des élections générales de 1890 puis de nouveau dans Rimouski lors de l'élection générale de 1908, toujours sans succès.
Après avoir été shérif de Rimouski (1895-1908), il ouvre un nouveau cabinet d'avocats avec son fils puis fonde et dirige Le Progrès du Golfe jusqu'en 1910.	En juillet 1914, il est nommé agent de rapatriement pour le gouvernement canadien à Biddeford (Maine), il y meurt en 1921, l'âge de 71 ans. Il est inhumé dans le cimetière de la paroisse Saint-Germain-de-Rimouski.

## Résultats électoraux
|                                                                                              | Nom                            | Parti        | Nombre de voix | %     | Maj.  |
| -------------------------------------------------------------------------------------------- | ------------------------------ | ------------ | -------------- | ----- | ----- |
|                                                                                              | Pierre-Émile D’Anjou (sortant) | Libéral      | 1 812          | 71 %  | 1 072 |
|                                                                                              | Louis-Napoléon Asselin         | Conservateur | 740            | 29 %  | -     |
| Total                                                                                        | Total                          | Total        | 2 552          | 100 % |       |
| Le taux de participation lors de l'élection était de 75,2 % et 29 bulletins ont été rejetés. |                                |              |                |       |       |

|                                                                                              | Nom                    | Parti        | Nombre de voix | %      | Maj. |
| -------------------------------------------------------------------------------------------- | ---------------------- | ------------ | -------------- | ------ | ---- |
|                                                                                              | Louis-Félix Pinault    | Libéral      | 1 023          | 52,7 % | 105  |
|                                                                                              | Louis-Napoléon Asselin | Conservateur | 918            | 47,3 % | -    |
| Total                                                                                        | Total                  | Total        | 1 941          | 100 %  |      |
| Le taux de participation lors de l'élection était de 99,4 % et 13 bulletins ont été rejetés. |                        |              |                |        |      |

|                                                                                              | Nom                       | Parti        | Nombre de voix | %      | Maj. |
| -------------------------------------------------------------------------------------------- | ------------------------- | ------------ | -------------- | ------ | ---- |
|                                                                                              | Auguste Tessier (sortant) | Libéral      | 1 786          | 52,4 % | 166  |
|                                                                                              | Louis-Napoléon Asselin    | Conservateur | 1 620          | 47,6 % | -    |
| Total                                                                                        | Total                     | Total        | 3 406          | 100 %  |      |
| Le taux de participation lors de l'élection était de 68,3 % et 47 bulletins ont été rejetés. |                           |              |                |        |      |

|                                                                                              | Nom                              | Parti        | Nombre de voix | %      | Maj. |
| -------------------------------------------------------------------------------------------- | -------------------------------- | ------------ | -------------- | ------ | ---- |
|                                                                                              | Édouard-Onésiphore Martin        | Libéral      | 1 729          | 50,9 % | 61   |
|                                                                                              | Louis-Napoléon Asselin (sortant) | Conservateur | 1 668          | 49,1 % | -    |
| Total                                                                                        | Total                            | Total        | 3 397          | 100 %  |      |
| Le taux de participation lors de l'élection était de 71,7 % et 82 bulletins ont été rejetés. |                                  |              |                |        |      |

|                                                                                              | Nom                     | Parti        | Nombre de voix | %      | Maj. |
| -------------------------------------------------------------------------------------------- | ----------------------- | ------------ | -------------- | ------ | ---- |
|                                                                                              | Louis-Napoléon Asselin  | Conservateur | 1 463          | 51,3 % | 72   |
|                                                                                              | Joseph Parent (sortant) | Libéral      | 1 391          | 48,7 % | -    |
| Total                                                                                        | Total                   | Total        | 2 854          | 100 %  |      |
| Le taux de participation lors de l'élection était de 58,9 % et 65 bulletins ont été rejetés. |                         |              |                |        |      |

|                                                                                             | Nom                    | Parti        | Nombre de voix | %      | Maj. |
| ------------------------------------------------------------------------------------------- | ---------------------- | ------------ | -------------- | ------ | ---- |
|                                                                                             | Joseph Parent          | Libéral      | 959            | 45,1 % | 351  |
|                                                                                             | Louis-Napoléon Asselin | Conservateur | 608            | 28,6 % | -    |
|                                                                                             | Louis-Napoléon Côté    | Conservateur | 560            | 26,3 % | -    |
| Total                                                                                       | Total                  | Total        | 2 127          | 100 %  |      |
| Le taux de participation lors de l'élection était de 46,2 % et 0 bulletins ont été rejetés. |                        |              |                |        |      |